# Kanouri (peuple)
Pour les articles homonymes, voir Kanouri.
Les Kanouri (variantes : Kanoury, Kanuri) forment une population d'Afrique occidentale et centrale vivant à proximité du lac Tchad : au nord-est du Nigeria dans l'État de Borno, au Niger, au Tchad et au Cameroun. Le recensement nigérian de 1988 estimait à 320 000 les Kanouris vivant dans ce pays et actuellement à 2,5 millions sur les différents pays concernés.

## Ethnonymie
Le Kanouri, provient du mot arabe an'nour « la lumière ».
Les Kanouri sont appelés Beriberis (variantes : Baribari, Beriberi, Beri Beri) par leurs voisins les Haoussa.

## Langues
Ils parlent plusieurs dialectes du kanouri, un continuum linguistique de la famille des langues nilo-sahariennes.

## Histoire et culture
Les Kanouri pratiquent un islam (dès le XIe siècle) mêlé de cultes traditionnels. Ils sont patrilinéaires et possèdent des statuts hiérarchisés. Le mai (shehu) était considéré à la tête de leur système féodal comme d'essence divine. Leurs armées sont essentiellement composées de cavaliers légers et d'archers. Après avoir été vaincus par Rabah juste avant l'arrivée des colons, leurs cavaliers ont largement participé aux grandes batailles que Rabah a menées contre l'avancée des colons à l'intérieur des terres africaines. Les maï kanuris sont toujours respectés et craints sur leurs terres d'antan. Les descendants de ces vaillants rois portent des noms préfixés de « maï ». Ils furent pendant très longtemps les chefs de cavaleries les plus craints de toute l’Afrique sub-saharienne. Ils s'opposent traditionnellement aux Foulbes, c'est-à-dire aux Peuls.